# Ayenia microphylla
Ayenia microphylla là một loài thực vật có hoa trong họ Cẩm quỳ. Loài này được A.Gray mô tả khoa học đầu tiên năm 1852.